# Paraceresa
Paraceresa (лат.) — род равнокрылых насекомых из семейства горбаток (Membracidae). Неотропика.

## Распространение
Встречаются в Южной Америке: Аргентина, Бразилия, Колумбия, Перу.

## Описание
Длина тела менее 1 см. Род очень похож на Ceresa по внешнему строению, но для него характерны гениталии самца: боковая пластинка с толстым зубцом посередине, дорсальный край округлый; стилус хорошо развит; эдеагус U-образный, задний отросток сжат в передне-заднем направлении, сзади с удлинённым гонопором. Биология неизвестна

## Классификация
7 видов.
- Paraceresa bifasciata Fairmaire, 1846typus
- Paraceresa biguttata Remes Lenicov, 1971
- Paraceresa brasiliensis Remes Lenicov, 1971
- Paraceresa deltae Remes Lenicov, 1973
- Paraceresa pallidinervis Remes Lenicov, 1970
- Paraceresa trifasciata Remes Lenicov, 1971
- Paraceresa unguicularis Stål, 1862